# NGC 7421
NGC 7421 је спирална галаксија у сазвежђу Ждрал која се налази на NGC листи објеката дубоког неба.
Деклинација објекта је - 37° 20' 42" а ректасцензија 22h 56m 54,6s. Привидна величина (магнитуда) објекта NGC 7421 износи 11,7 а фотографска магнитуда 12,5. NGC 7421 је још познат и под ознакама ESO 346-17, MCG -6-50-15, AM 2254-373, IRAS 22541-3736, PGC 70083.